# Вандойес
Вандо̀йес (на италиански: Vandoies; на немски: Vintl, Финтъл) е малко градче и община в Северна Италия, автономна провинция Южен Тирол, автономен регион Трентино-Южен Тирол. Разположено е на 755 m надморска височина. Населението на общината е 3263 души (към 2010 г.).

## Език
Официални общински езици са и италианският и немският. Най-голямата част от населението говори немски. В общината се говори и други романски език, ладинският.
| %     | Роден език      |
| 1,26  | Италиански език |
| 98,23 | Немски език     |
| 0,52  | Ладински език   |